# Сократ Схоластик
Вижте пояснителната страница за други личности с името Сократ.
Сократ Схоластик е византийски историк и светско лице. Роден е в Константинопол, притежава юридическо и риторическо образование. Продължител на Църковната история на Евсевий Кесарийски от 325 г. до 439 г. Защитник на Православието и противник на арианството. Намира място в църковната историография като представител на християнската хуманистична традиция, която търсела път за разпространение на новата религия в светското общество и съжителството ѝ с езическата класическа култура на гърци и римляни. Без да е апологет на християнството, води борба за единството на църквата.

## Външни източници
- Сократ Сколастик и неговата „Църковна история“ Архив на оригинала от 2010-02-22 в Wayback Machine.
- ((ru)) Сократ Схоластик. Церковная история